# Linton (Bringsty)
Pour les articles homonymes, voir Linton.
Linton est une paroisse civile du Herefordshire, en Angleterre.